# Shove It
Shove It é o álbum de estreia da banda britânica de rock The Cross. O álbum, produzido pelo vocalista Roger Taylor em parceria com David Richards e John "Teddy Bear" Brough contém músicas que mesclam rock e dance.
Integrantes do Queen participaram de algumas faixas. John Deacon tocou baixo em várias delas, Freddie Mercury dueta com Roger no single "Heaven for Everyone" e Brian May toca guitarra em "Love Lies Bleeding".

## Faixas
Todas as canções escritas por Roger Taylor.
Lado A
1. "Shove It" – 3:28
2. "Cowboys and Indians" – 5:53
3. "Contact" – 4:54
4. "Heaven for Everyone" (vocais de Freddie Mercury) – 4:54

Lado B
1. "Stand Up for Love" – 4:22
2. "Love on a Tightrope (Like an Animal)" - 4:49
3. "Love Lies Bleeding (She Was a Wicked, Wily Waitress)" – 4:25
4. "Rough Justice" – 3:22

Faixas bônus (versão CD)
1. "The 2nd Shelf Mix" – 5:50
2. Hidden Track - 4:58 Track Ends Outro Of Rough Justice Starts at 0:45